# Thagria luzonensis
Thagria luzonensis är en insektsart som beskrevs av Baker 1915. Thagria luzonensis ingår i släktet Thagria och familjen dvärgstritar. Inga underarter finns listade i Catalogue of Life.